# Lispe erratica
Lispe erratica este o specie de muște din genul Lispe, familia Muscidae. A fost descrisă pentru prima dată de Malloch în anul 1932. Conform Catalogue of Life specia Lispe erratica nu are subspecii cunoscute.